# Neochera herpa
Neochera herpa là một loài bướm đêm trong họ Erebidae.